# یان سوامردام
یان سوامردام (به هلندی: Jan Swammerdam) ‏ (۱۶۸۰-۱۶۳۷) یک جانورشناس اهل هلند بود

## زندگی‌نامه
در آمستردام زاده شد و فرزند عطاری بود که در خانه خود موزه‌ای از نمونه‌های جانورشناسی داشت. فضای خانه ذوق به طبیعت را در او بیدار نگه داشت. از نوجوانی به عصبیت، سخت کوشی و تسلیم ناپذیری شهرت داشت. در نیمه سال‌های بیست سالگی به دانشگاه لیدن وارد شد و در رشته پزشکی به درس خواندن پرداخت، مطالعات وی در پاریس ادامه یافت و در آنجا به سال ۱۶۶۷ به درجه پزشکی رسید. آن قدر به زیست‌شناسی علاقه‌مند بود که بلافاصله به طبابت مشغول نشد بلکه خود را وقف تحقیق و زیست‌شناسی کرد.
در ۱۶۶۹ سوامردام نتیجه مطالعه کلاسیک خود در مورد دگردیسی حشرات را منتشر ساخت. از آن پس ویژگی‌های دگردیسی مبنای رده بندی حشرات در سه دسته زیر واقع شد:
- ۱- حشراتی که دگردیسی ندارند و به‌طور کامل از تخم خارج می‌شود و تنها از حیث اندازه رشد می‌یابند مانند کرم کتاب.
- ۲- حشراتی که دگردیسی ناقص دارند یعنی بدون بال از تخم خارج می‌شوند و بعداً بال در می‌آورند. مثلاً ملخ و پشه یک روزه.
- ۳- حشراتی که دگردیسی کامل دارند یعنی به صورت کرم، نوزاد و حشره در می‌آیند مانند مگس، زنبور و پروانه.

سوامردام از رشد پشه‌ها و سنجاقک‌ها توصیف‌های درخشانی به دست داده است و مراحل رشد قورباغه را روشن کرده‌است. در ۱۶۵۸ در جریان مطالعات خود در مورد قورباغه ذرات موجود در خون را احتمالاً برای نخستین بار مشاهده و توصیف کرد. سوامردام از آن نظر به مشاهدات ارزشمند دست یافت که در تشریح بدن جانوران و تعبیر وضع قطعات بدن آن‌ها مهارت داشت. وی برای حل مسائل خاص راه حل‌های نوی یافت، به عنوان مثال به هنگام مطالعه دستگاه گردش خون برای متوقف ساختن جریان خون در زمان کالبد شکافی مقداری موم در رگ‌های جانور تزریق می‌کرد. با این تدبیر مشاهده دریچه‌های ظریف دستگاه لنفی میسر می‌شد. برای پرهیز از پاره شدن و ضایع شدن نسوج ظریف و شکننده آن‌ها را در زیر آب تشریح می‌کرد. هرگاه لایه‌های چربی مانع دسترسی به ساخت‌های مورد نظر می‌شد با تربانتین چربی‌ها را آب می‌کرد. برای تزریق مواد یا باد کردن اجسام در زیر میکروسکوپ از پیپت‌های ظریف استفاده می‌کرد. با کاربرد این تمهیدات توانست تنفس و انقباض ماهیچه‌های جانوران و نمونه‌های زنده را مطالعه کند و برغنای دانش فیزیولوژی بیفزاید.
وضع سلامتی سوامردام در نوجوانی رضایت بخش نبود و ابتلای وی به بیماری مالاریا هم وضع را خرابتر کرده بود. پیش از آغاز کارهای اصلی نشانه‌هایی ازعدم ثبات روانی در او دیده می‌شد که گذشت زمان آن‌ها را بارزتر می‌ساخت. به همین دلیل پدر وی که از وضعیت مالی خوبی نیز برخوردار بود حاضر به پرداخت هزینه‌های پسری که به حد بلوغ رسیده و قادر به تأمین معاش خود نبود، نمی‌شد. سرانجام میان او و پدر توافقی حاصل شد که بر اساس آن با کمک مالی محدود پدر، وی بتواند به روستا برود تا ضمن بهبود سلامت خود به کار پزشکی بپردازد. اما وی پس از دور شدن از خانه روزها و شب‌های دراز را در کار تحقیق گذراند. به روایت نوشته‌هایی که از آن ایام برجای مانده است وی «مانند دیوانگان کار می‌کرد» و سلامتش به مخاطره افتاد. یان کالبد شناسی کلاسیک پشه یک روزه را در ۱۶۷۵ به انجام رسانید. در این پژوهش درخشان ساختمان‌های داخلی بسیار ظریف بدن پشه یک روزه با دقت و تفصیل فراوان توضیح داده شده‌است و سرمشقی است از کاربرد جامع و دقیق میکروسکوپ به دست پژوهشگر و طراحی زبر دست.
پدر یان پس از مرگ زندگی مرفهی را برای او برجای گذاشت، اما در این هنگام حادثه دیگری روال کار علمی او را بر آشفت. خواندن آثار یک مذهبی متحجر به نام آنتوانت بورنیون او را به تأملات و ایثارگری‌های راهبانه کشاند و ازعالم کامیابی‌های علمی به دور انداخت. پژوهش در علوم طبیعی را کاری دنیوی شمرد و به ذکر و تسبیح بسنده کرد. شش سال آخر زندگی را این گونه با دوری از علم سپری کرد و در ۱۶۸۰ در ۴۳ سالگی جهان را بدرود گفت.
هرمان بوئرهاو بیشتر کارهای او را در ۱۷۳۷ تحت عنوان «انجیل طبیعت» منتشر ساخت. این اثر بخش بسیار شایسته‌ای دربارهٔ کالبدشناسی درونی زنبور عسل دارد.
سوامردام با ساخت‌هایی سروکار داشت که بارها از آنچه که مارچلو مالپیگی به آن‌ها می‌پرداخت ریزتر و ظریف تر بود و تصویرهایی که او ارائه می‌کرد بسیار بالاتر از آن مالپیگی بود. انجیل طبیعت بهترین مجموعه مشاهدات میکروسکوپی است که به وسیله یک فرد صورت گرفته‌است.